# Vad som än händer (TV-serie)
Vad som än händer (engelska Firefly Lane) är en amerikansk dramaserie från 2021 vars första säsong består av 13 avsnitt. Den andra säsongen som också består av 13 avsnitt har premiär på Netflix den 27 april 2023. Serien är skapad av Maggie Friedman som också skrivit manus tillsammans med Marissa Lee. Serien är baserad på en roman av Kristin Hannah med samma namn.

## Handling
Serien kretsar kring de två vännerna Kate Mularkey (Sarah Chalke) och Tully Hart (Katherine Heigl) och utspelar sig i huvudsakligen tre olika tidsperioder, från tonåren upp till 40-årsåldern.

## Roller i urval
- Katherine Heigl - Tully Hart
- Sarah Chalke - Kate Mularkey
- Ben Lawson - Johnny Ryan
- Beau Garrett - Cloud
- Chelah Horsdal - Margie
- Paul McGillion - Bud
- Jason Mckinnon - Sean
  - Quinn Lord - Sean '74
- Greg Germann - Benedict Binswanger (säsong 2)